# Gary Frank (Schauspieler)
Gary Frank (* 9. Oktober 1950 in Spokane, Washington, USA) ist ein US-amerikanischer Schauspieler.

## Leben
Bereits im Alter von 13 Jahren war er in der US-Fernsehserie General Hospital zu sehen. Nach einer längeren Pause trat er seit 1974 als Nebendarsteller in Fernsehfilmen und -serien auf. In seiner ersten großen Hauptrolle als Seriensohn Willie Lawrence in der von 1976 bis 1980 gedrehten Fernsehserie Eine amerikanische Familie schaffte er sowohl in den USA als auch in Deutschland den Durchbruch als Schauspieler. 1977 erhielt er für diese Rolle einen Emmy.
Von 1980 an wurde er auch für weitere Hauptrollen engagiert, seine Hauptbeschäftigung blieben jedoch weiterhin Auftritte in einzelnen Folgen zahlreicher Fernsehserien. 1997 wirkte er als Gaststar in der Rolle des Yedrin Dax in der Serie Star Trek: Deep Space Nine mit.
Gary Frank ist seit 1976 mit der Fernsehproduzentin Carroll Newman, Tochter des Filmkomponisten Lionel Newman, verheiratet. Ihre gemeinsame Tochter ist ebenfalls schauspielerisch tätig. Ihr Debüt hatte sie als Siebenjährige an der Seite ihres Vaters in dem auch in Deutschland ausgestrahlten Fernsehfilm Mut zur Liebe. 

## Filmografie (Auswahl)
- 1975: Der Chef (Ironside, Fernsehserie)
- 1976: Die Straßen von San Francisco (The Streets of San Francisco, Fernsehserie)
- 1976–1980: Eine amerikanische Familie (Family, Fernsehserie)
- 1980: Enola Gay – Bomber des Todes (Enola Gay: The Men, the Mission, the Atomic Bomb, Fernsehfilm)
- 1980: Drei Engel für Charlie (Charlie’s Angels, Fernsehserie)
- 1980: Die Nacht, als der Terror tobte (The Night the City Screamed, Fernsehfilm)
- 1981: Mitternachtsspitzen (Midnight Lace/TV-Neuverfilmung)
- 1981: Love Boat (The Love Boat, Fernsehserie)
- 1983: Hart aber herzlich (Hart to Hart, Fernsehserie, Folge Schatzsuche im Dschungel)
- 1983: Polizeirevier Hill Street (Hill Street Blues, Fernsehserie)
- 1984: Hotel (Fernsehserie)
- 1985: Die Spezialisten unterwegs (Misfits of Science, Fernsehserie)
- 1986: Mord ist ihr Hobby (Murder, She Wrote, Fernsehserie)
- 1986: Agentin mit Herz (Scarecrow and Mrs. King, Fernsehserie)
- 1986: Magnum (Magnum, p.i., Fernsehserie)
- 1986/1989: Matlock (Fernsehserie)
- 1987: Terror Night – Hochhaus in Angst (Enemy Territory, Film)
- 1988: Erben des Fluchs (Friday the 13th: The Series, Fernsehserie)
- 1988: Hunter (Fernsehserie)
- 1990: Killer Kid (Deadly Weapon)
- 1990: Abgründe des Lebens (Unspeakable Acts, Fernsehfilm)
- 1990: Sunset Beat – Die Undercover-Cops (Sunset Beat, Fernsehfilm)
- 1990: Sunset Beat – Die Undercover-Cops (Sunset Beat, Fernsehserie)
- 1990: Leute wie wir (People Like Us, Fernsehfilm)
- 1991: Der Nachtfalke (Midnight Caller, Fernsehserie)
- 1992: Mut zur Liebe (Getting Up and Going Home, Fernsehfilm)
- 1992: Killer im Kreißsaal (Deliver Them from Evil: The Taking of Alta View, Fernsehfilm)
- 1992: Ein ehrenwerter Gentleman (The Distinguished Gentleman, Film)
- 1993: Picket Fences – Tatort Gartenzaun (Picket Fences, Fernsehserie)
- 1993: Abgestürzt im Dschungel (Nurses on the Line: The Crash of Flight 7, Fernsehfilm)
- 1994: L.A. Law – Staranwälte, Tricks, Prozesse (L.A. Law, Fernsehserie)
- 1994: Palm Beach-Duo (Silk Stalkings, Fernsehserie)
- 1995: Der Giftmörder (Death in Small Doses, Fernsehfilm)
- 1997: Pacific Blue – Die Strandpolizei (Pacific Blue, Fernsehserie)
- 1997: Star Trek: Deep Space Nine (Fernsehserie)
- 1997: Besucher aus dem Jenseits – Sie kommen bei Nacht (House of Frankenstein, Fernsehfilm)
- 1998: Profiler (Fernsehserie)
- 1998: Verschwörung gegen den Weihnachtsmann (Like Father, Like Santa, Fernsehfilm)